# 지니 일라이어스
지니 일라이어스(Jeannie Elias, 1954년 8월 23일 ~ )는 캐나다의 배우, 성우, 각본가, 영화배우이다.
몬트리올에서 태어났다.

## 영화
- 헷지 (2006년) - 제니스 목소리 역
- 캥거루 잭: 안녕, U.S.A.! (2004년)
- 개구쟁이 데니스: 미모사섬의 비밀 (2002년)
- 디 오브롱스 (2001년)
- 속삭임: 코끼리 이야기 (2000년)
- 꼬마 돼지 베이브 2 (1998년)
- 슈퍼 마리오 - TV 만화 시리즈 (1989년)
- 천재 소년 두기 (1989년)
- 데이트 소동 (1987년)
- 개구쟁이 데니스 - 86년 애니메이션 시리즈 (1986년)